# Amami (film)
Amami è un film italiano del 1992 diretto da Bruno Colella.
Il film ha ricevuto il visto censura n. 88212 del 14 dicembre 1992 ed è stato distribuito al cinema a partire dal 5 marzo 1993.

## Trama
Tullio Venturini, un pensionato vedovo, ha una figlia, Anna, che fa l'attrice. È però l'unico a non sapere che lei lavora nel mondo del porno. Quando lo scopre va in crisi completa. La figlia sarà così abile nel ricostruire il rapporto con lui da farlo partecipare a un film biografico sulla sua carriera di diva hard.
Nel corso del film avrà un fugace rapporto con la gigantesca Mary.

## Produzione

### Riprese
Il film, inizialmente, doveva essere girato a Poggibonsi, comune natale di Novello Novelli, poi venne preferito il più piccolo e caratteristico Greve in Chianti. Inoltre, sono state inserite scene girate nelle vicine frazioni di Panzano in Chianti e Montefioralle.